# خوروشافکا
خوروشافکا (به لاتین: Khoroshavka) یک منطقهٔ مسکونی در روسیه است که در سرزمین آلتای واقع شده‌است.